# Nemanja Košarac
Nemanja Košarac (* 13. März 1989 in Sarajevo, SR Bosnien und Herzegowina, SFR Jugoslawien) ist ein bosnisch-serbischer Biathlet.
Nemanja Košarac, Student aus Pale, tritt für den SK Istočno Sarajevo an und wird von Jevtović trainiert. Seit 2003 betreibt er Biathlonsport, seit 2005 gehört er zum Nationalkader Bosnien-Herzegowinas. In dem Jahr debütierte Košarac auch im Europacup der Junioren, an dem er nun regelmäßig teilnahm. 2007 nahm er in Martell erstmals an einer Junioren-Weltmeisterschaft teil. Sowohl im Einzel wie auch in der Verfolgung belegte er die Plätze 78. Auch ein Jahr später bei der Junioren-WM in Ruhpolding wurde er 78. im Sprint, im Einzel lief er auf Rang 66. Auch bei der Junioren-Europameisterschaft 2008 in Nové Město na Moravě war das Ergebnis im Einzel mit Rang 22 bestes Resultat. Im Sprint wurde der Bosnier 72. Im Sommer startete er bei den Junioren-Wettbewerben der Sommerbiathlon-Weltmeisterschaften 2008 in Haute-Maurienne. Bei den Crosslauf-Wettkämpfen wurde er 23. im Sprint und 21. in der Verfolgung, bei den Rollski-Wettbewerben 40. im Sprint. Nach einem Jahr Pause nahm Košarac 2010 auch wieder an den Junioren-Weltmeisterschaften in Torsby teil, wo er 77. im Sprint wurde und im Einzel nicht ins Ziel kam.
Im Biathlon-Weltcup debütierte Košarac schon 2007. Sein erstes Rennen, ein Einzel, bestritt er in Pokljuka und wurde 92. Im Sprint kam er kurz darauf auf den 90. Platz, kurz darauf in Antholz auf Platz 89. Es waren zugleich seine bislang besten Resultate im Weltcup. Auch im Biathlon-Europacup läuft Košarac seit 2007. Bestes Resultat ist hier bislang ein 32. Rang in Osrblie 2009. Bisheriger Höhepunkt in Košaracs Karriere war die Teilnahme an den Biathlon-Weltmeisterschaften 2008 in Östersund. Dort kam er im Einzel auf den 106., im Sprint auf den 110. Platz.
Košarac ist mit Tanja Karišik liiert.

## Biathlon-Weltcup-Platzierungen
Die Tabelle zeigt alle Platzierungen (je nach Austragungsjahr einschließlich Olympische Spiele und Weltmeisterschaften).
- 1.–3. Platz: Anzahl der Podiumsplatzierungen
- Top 10: Anzahl der Platzierungen unter den ersten zehn (einschließlich Podium)
- Punkteränge: Anzahl der Platzierungen innerhalb der Punkteränge (einschließlich Podium und Top 10)
- Starts: Anzahl gelaufener Rennen in der jeweiligen Disziplin

| Platzierung             | Einzel | Sprint | Verfolgung | Massenstart | Staffel | Gesamt |
| ----------------------- | ------ | ------ | ---------- | ----------- | ------- | ------ |
| 1. Platz                |        |        |            |             |         |        |
| 2. Platz                |        |        |            |             |         |        |
| 3. Platz                |        |        |            |             |         |        |
| Top 10                  |        |        |            |             |         |        |
| Punkteränge             |        |        |            |             |         |        |
| Starts                  | 10     | 15     |            |             |         | 25     |
| Stand: 28. Februar 2015 |        |        |            |             |         |        |